# Laurent Faibis
Laurent Faibis, né le 16 juin 1953 à Paris, est un économiste et un entrepreneur français dirigeant fondateur de l'institut d’études économiques Xerfi. Il a développé en France les méthodes d'analyse concurrentielle et créé une méthode d'analyse sectorielle[réf. nécessaire]. Il dirige la revue économique Prévisis et anime les conférences E-changes.

## Parcours
Laurent Faibis est diplômé de Néoma BS en 1976, de l'Institut d'études politiques de Paris, titulaire d'un DEA de Paris-Dauphine et d'un troisième cycle du Cnam (Prospective et stratégie). Il est également ancien élève du centre de formation des analystes financiers (SFAF). Il est spécialisé en analyse sectorielle et géostratégie économique[réf. nécessaire].
Enseignant à l'université de Paris XIII, il est ensuite chargé d'études au Centre national d'études spatiales (CNES), puis analyste financier et consultant en stratégie.
En 1993, il crée l'institut Xerfi, dont il est le président. Il est également le fondateur de Precepta, un institut d'études concurrentielles, désormais rattaché à Xerfi.
Il dirige la rédaction de la revue Prévisis, ainsi que la chaîne de réflexion économique Xerfi Canal et anime les conférences e-changes. Il publie des articles dans la presse économique,,[source insuffisante]. Il a collaboré pendant plusieurs années au Nouvel Économiste[réf. nécessaire].

## Publications
- Les Transports en commun : réseaux urbains et routiers de province, Paris, Documentation et analyses financières société anonyme (DAFSA), coll. « Analyses de secteurs  (ISSN 0768-0546) », 1980, 125 p., 30 cm (OCLC 28945045, BNF 34683258, SUDOC 017635993, présentation en ligne).
- L'industrie mondiale de la pharmacie : structures et stratégies, Paris, DAFSA, coll. « Analyses de secteurs  (ISSN 0768-0546), no 226 », 1981, 278 p., 30 cm (OCLC 26715179, BNF 34667146, SUDOC 000447021).

En collaboration
- Lydie Benattar, L'industrie pharmaceutique mondiale : 1, Stratégies et performances des groupes pharmaceutiques dans le monde ; 2, Les 50 groupes leaders de la pharmacie mondiale, vol. 2, Paris, Precepta, 1986, 128-490 p., 30 cm (OCLC 586670816, BNF 37700605).
- Hélène Constanty, Grazyna Vinh et Pierre-Jean Raugel (collab.), Biotechnologies et bio-industries en France : les entreprises face à la concurrence internationale : analyse économique et financière, Paris, Biofutur (réimpr. 1985) (1re éd. 1984), 402 p., 30 cm (OCLC 461944595, BNF 35032516, présentation en ligne).
- Alain de Tolédo, Du coût du livre au prix des idées : Tirages, coûts de fabrication et prix dans l'édition de sciences humaines et sociales et de sciences et techniques 1988-1998, Paris, Ministère de la culture et de la communication (département des études et de la prospective), coll. « Les Travaux du DEP  (ISSN 1295-6732) », 2001, 45 p., 21 × 29,7 cm (ISBN 2-11-092085-8, OCLC 469509489, SUDOC 077909100, présentation en ligne, lire en ligne [PDF]).
- Jean-Michel Quatrepoint (collab.), Finance, emploi et relocalisations : actes du colloque Xerfi du 15 juin 2010 et rapports d'analyses, Paris, Xerfi-Previsis, 2010, 200 p., 21 cm (ISBN 978-2-8190-0190-4, OCLC 758765654, BNF 42270980, SUDOC 146631676, présentation en ligne).
- Jean-Michel Quatrepoint (collab.), La France et ses multinationales : stratégie globale et intérêt national, Paris, Xerfi, 2011, 247 p., 23 cm (ISBN 978-2-8190-0402-8, OCLC 758942108, BNF 42352614, SUDOC 149738072, présentation en ligne).